# Robert Comtesse
Robert Comtesse (Valangin, 14 agosto 1847 – La Tour-de-Peilz, 17 novembre 1922) è stato un politico svizzero.
Nel dicembre 1899 è stato eletto nel Consiglio federale svizzero, rimanendovi fino al marzo 1912.
Nel corso del suo mandato ha diretto il Dipartimento federale delle finanze (1900, 1903, 1905-1909 e 1911), il Dipartimento federale di giustizia e polizia (1901), il Dipartimento federale dell'ambiente, dei trasporti, dell'energia e delle comunicazioni (1902 e 1912) e il Dipartimento federale degli affari esteri (1904 e 1910).
Era rappresentante del Partito Liberale Radicale.
Ha ricoperto la carica di Presidente della Confederazione svizzera due volte, nel 1904 e nel 1910.